# Чикумбу
Чику́мбу (англ. Chikumbu) — традиційна громада у складі дистрикту Муландже Південного регіону Малаві.
Населення — 87148 осіб (2018).